# Cantus firmus
1. Cantus firmus - dosł. śpiew stały - linia melodyczna, do której dokomponowuje się kontrapunkt.
2. Technika cantus firmus - technika kompozytorska polegająca na dokomponowywaniu kontrapunktu do melodii stałej lub utworzonej wcześniej (cantus prius factus). Szczególnie rozpowszechniona w muzyce renesansowej.
Podstawowe źródła melodii stałych to zbiór melodii chorałowych. Wykorzystywano je praktycznie bez ograniczeń, początkowo jednak zasadą była konieczność powiązania (tematycznego) stałej melodii z nową kompozycją. Najczęściej sięgano po cantus ordinarium missae. W renesansie zaczęto łączyć poszczególne części liturgicznych cykli mszy dzięki takiej właśnie jednej melodii. Jako cantus cantus prius factus wykorzystywano także popularne melodie świeckie lub pochodzące z inwencji własnej kompozytora. Szczególnie często sięgano po pieśń L’homme armé (Człowiek uzbrojony); w dorobku większości kompozytorów renesansu można znaleźć co najmniej jedną Mszę L’homme armé. 
W technice cantus firmus wykorzystuje się tylko jedną melodię.
Specjalny typ cantus firmus to soggetto cavato dalla parole, czyli temat "wycięty ze słów". Przykładem takim może być utwór Josquina des Prés Herkules dux Ferrarie - oznacza to, że cantus firmus został „wycięty” ze słów - w przypadku „Herkulesa” będą to dźwięki re (od „e” w wyrazie), ut (od „u”) itd. [zobacz też: solmizacja].
Cantus firmus najczęściej pojawia się w tenorze, ale niektórzy kompozytorzy, np. Guillaume Dufay, prowadzili go w głosie najwyższym. Cantus firmus migrans to melodia, która „wędruje” przez głosy - jej odcinki pojawiają się kolejno w różnych głosach kompozycji.

## Sposoby traktowania cantus firmus
Cantus firmus mógł być wprowadzany do utworów jako melodia o długich wartościach rytmicznych lub być rytmizowany czy parafrazowany.